# Giuseppe Luigi Beneventano
Giuseppe Luigi Beneventano, Barone della Corte (Carlentini, 13 novembre 1840 – Lentini, 27 marzo 1934), è stato un imprenditore e politico italiano.

## Biografia
Di antica famiglia discendente dagli "Orsilei" di Roma, stabilitasi dapprima a Benevento (da cui il cognome) e quindi a Lentini ai tempi di Federico I di Napoli, il barone Giuseppe Luigi Beneventano nasce nel 1840 a Carlentini in provincia di Siracusa, si laurea in giurisprudenza nel 1860 e l'anno dopo è il giovanissimo sindaco del suo paese, a soli 20 anni. Liberale più per convenienza che per ideologia, è un siciliano che crede nel riscatto della sua regione all'indomani dell'unità italiana e fonda il proprio impegno politico nelle battaglie contro le piaghe della malaria, dell'analfabetismo e della miseria. In quest'ultimo campo si dimostra un esponente controcorrente della casta baronale e latifondista di quel tempo, impegnato nella salvaguardia degli interessi della collettività e consapevole che la sua ricchezza deriva dal lavoro degli operai e dei contadini alle sue dipendenze, coi quali condivide i frutti cospicui delle sue tante imprese. Nel 1874 si fa eleggere Deputato del Regno d'Italia per portare al Parlamento questo impegno a favore della Sicilia e dei siciliani, ma la sua attività dura soltanto una legislatura, presto battuto dai prevalenti interessi elettorali della casta baronale al potere. Viene nominato senatore a vita nel 1909, e muore nel 1934 a Lentini.